# Lunsemfwa
Lunsemfwa (ang. Lunsemfwa River) – rzeka w środkowej Zambii, w Prowincji Centralnej. Wypływa z niższych partii gór Muczinga, niedaleko miasta Kabwe, łączy się z rzeką Lukusashi w okolicy Wzgórz Chifukunya. Razem wpadają do rzeki Luangwa.